# Hans Jacobson
Hans Olov Dan Jacobson (Enskede, 17 marzo 1947 – Handen, 9 luglio 1984) è stato uno schermidore e pentatleta svedese, vincitore di una medaglia d'oro nella scherma ai giochi olimpici.

## Palmarès
In carriera ha conseguito i seguenti risultati:
- Giochi olimpici:

Montréal 1976: oro nella spada a squadre.
per il pentathlon moderno:
- Mondiali:

Jönköping 1967: argento nel pentathlon moderno a squadre.
per la scherma:
- Mondiali:

L'Avana 1969: bronzo nella spada a squadre.
Vienna 1971: bronzo nella spada a squadre.
Göteborg 1973: argento nella spada individuale.
Grenoble 1974: oro nella spada a squadre.
Budapest 1975: oro nella spada a squadre.
Buenos Aires 1977: oro nella spada a squadre.
Amburgo 1978: bronzo nella spada a squadre ed individuale.